# Porto Pisano sul Don

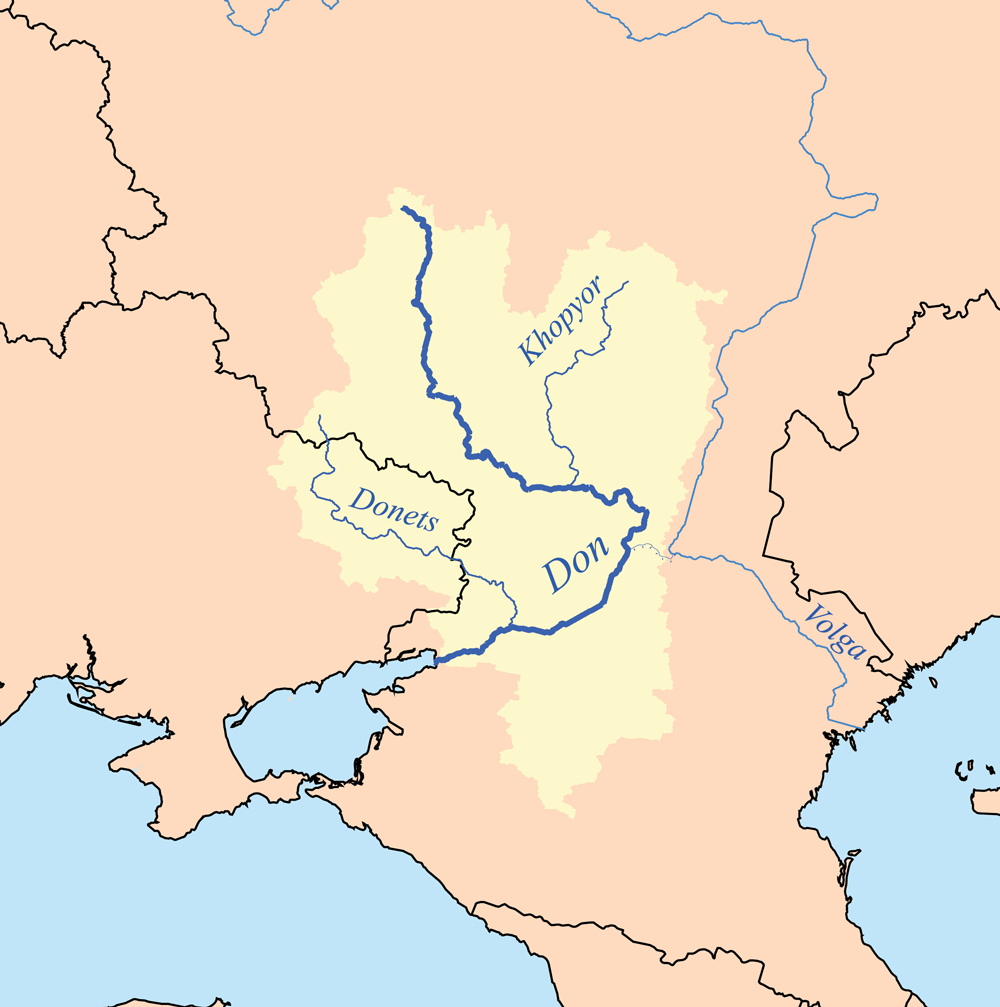
Fiume Don

Il Porto Pisano sul Don (conosciuto con molte altre varianti ortografiche, tra le quali: porto pissano, p. pissano, p. pisano, po. pisano, portto pisano, porto pisani, porto pissani, po. pisani, p. pizani, p. pisa, p. pissa, p. pisaz, p. piza, p. pixa, porto pixan, po pixam, p. pisan, porto pisam, p. pisam, porto pixam), è un antico porto, fondato dalla Repubblica di Pisa, situato su un antico ramo settentrionale del fiume Don nel mar d'Azov a ovest dall’odierna Rostov sul Don, in Russia, probabilmente, tra le attuali cittadine di Nedvigovka e Sinjavskoe non lontano dalle vestigia greco-romane dell’antica Tanais. La prima carta che lo riproduce è datata 1318.

## Storia

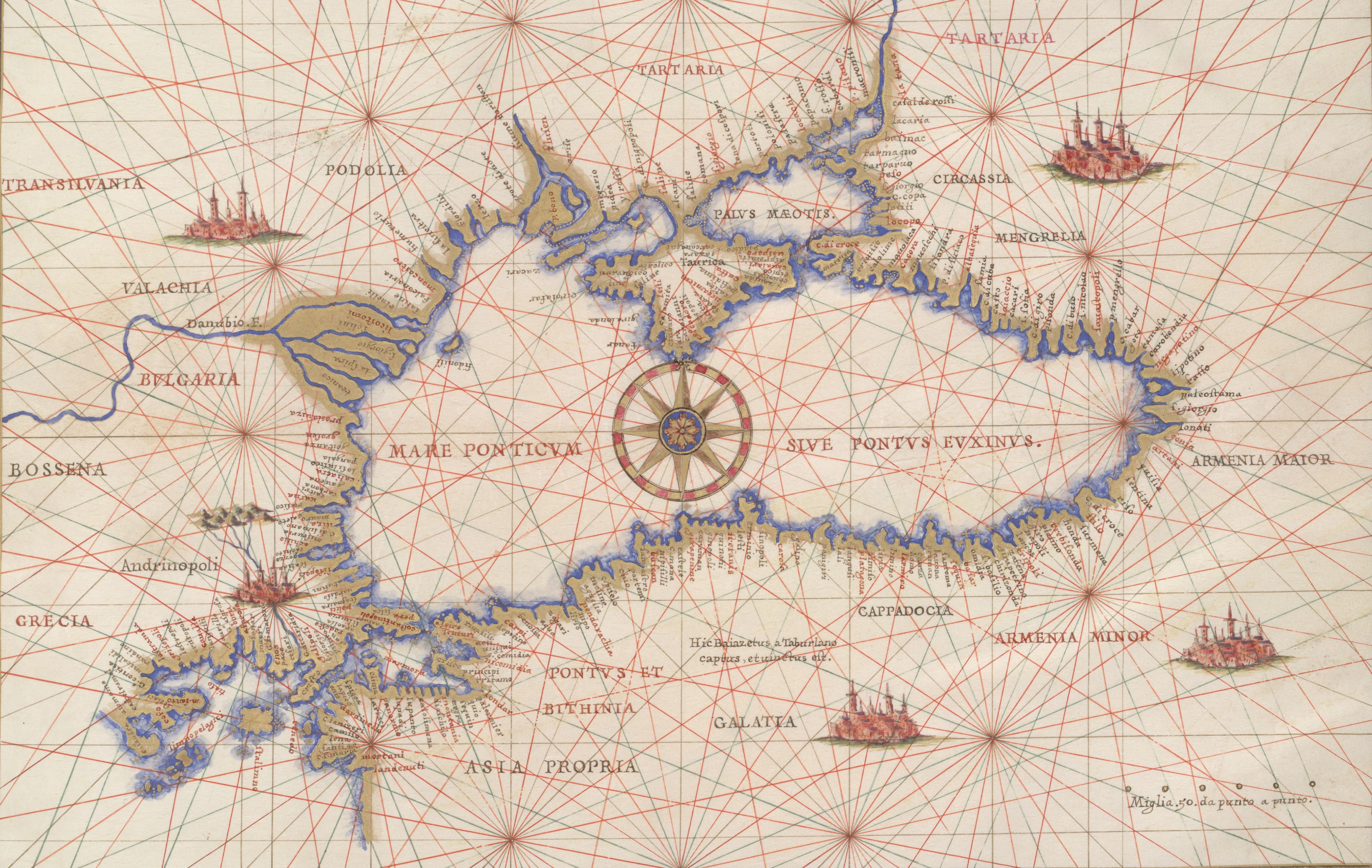
Cartina nautica del XVI secolo di Francesco Ghisolfi. L'avamposto pisano è indicato in alto a destra con la denominazione "P. pisano"

Pisa scelse di costruire un porto posto presso la foce del Don, che viene ricordato nelle carte nautiche a partire dai primi del ’300, probabilmente durante l’impero latino d’Oriente (detto anche impero latino di Costantinopoli 1204-1261). [...] Si ricorda anche l’esistenza all’inizio del Trecento di un Porto Pisano (attualmente Sinyavskoe / Синявское sul mare d’Azov). Questo luogo, citato da Pegolotti [...] come porto del grano della regione e da un manuale di mercatura del 1315 [... lo troviamo] per la prima volta nell’atlante di Pietro Vesconte, cioè nel momento in cui gli Occidentali riprendono le strade del Mar Nero settentrionale, da dove erano stati espulsi dalle armate del Khan tataro Tohtu nel 1307 [...]. Purtroppo la scarsità dei documenti non permette di approfondire il ruolo di questo stabilimento pisano nella prima metà del Trecento.[...], 
Pochi lustri prima del XIV secolo, tra Pisa e Venezia, si instaurò una sorta di alleanza in funzione anti genovese. Era, questo, uno ‘scambio di favori’, dato che Pisa, pur essendo ‘debole’ nel Mar Nero, in alcuni porti del Mar Mediterraneo orientale aveva una presenza pari o superiore a quella veneta e genovese.. Infatti, dal 1293 Venezia obbligò le proprie navi […] di innalzare accanto all’insegna di S. Marco quella di Pisa [...].
La maggior parte degli studiosi predilige individuare l’insediamento portuale su un antico ramo settentrionale del fiume Don nel mar d’Azov a ovest dall’odierna Rostov sul Don, in Russia, probabilmente, tra le attuali cittadine di Nedvigovka e Sinyavskoye. Alcuni studiosi propongono invece la città di Taganrog non lontano dall'antica Tanais. A sud di Porto Pisano e Tanais si trovava un’isola ormai scomparsa conosciuta nell'antichità con il nome di Alopékia.
Porto Pisano sorse in un’area della foce del fiume Don (oggi interrata dai sedimenti del fiume) diventata zona di smistamento di ricchi prodotti provenienti dalla via della seta divenuta da tempo sicura, sperimentata e abbastanza rapida per un gran numero di mercanti. Probabilmente Porto Pisano aveva anche una pertinenza territoriale munita di factorerie ad esso, secondo quanto affermato da Bratianu, si giungeva con difficoltà a causa della scarsa profondità che caratterizza i fondali del Mar d’Azov. Tuttavia, tale circostanza non impedì alle navi pisane di raggiungere agevolmente il Porto, in quanto imbarcazioni prevalentemente di medio tonnellaggio.

Khanato dell'Orda d'Oro al 1389

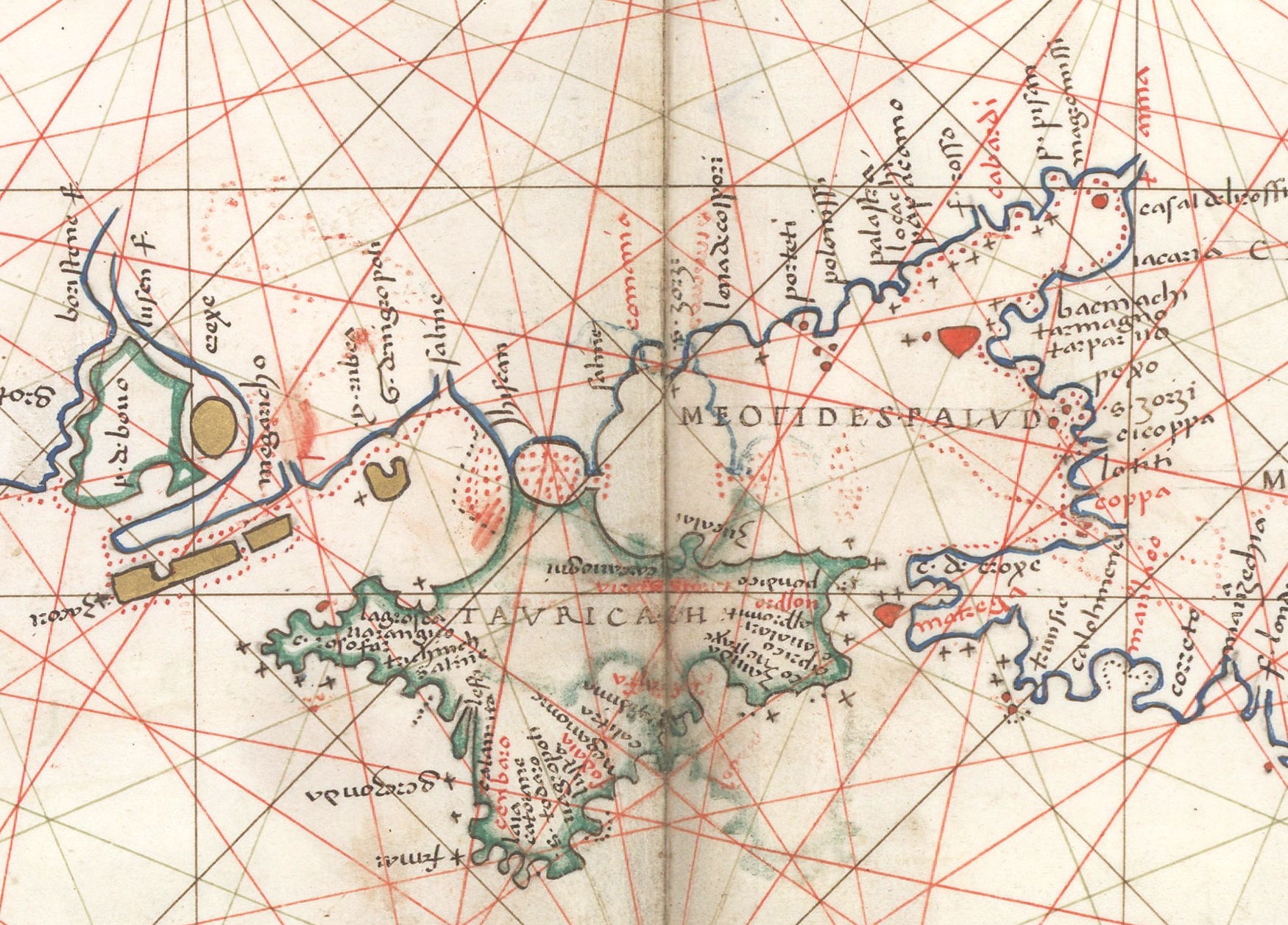
Battista Agnese 1550. Particolare del portolano

Porto Pisano forse riuscì a scampare alla grande catastrofe del 1343, che vide i genovesi ei veneziani cacciati da Tana dal temibile condotto dell'esercito Mongolo. Infatti risulterebbe che, circa a metà del XV secolo, Firenze si preoccupasse di trasferire su di sé i diritti commerciali di Porto Pisano, dato che aveva infamemente occupato la città Alfea qualche decennio prima.